# Lucey (Savoie)
Pour les articles homonymes, voir Lucey.
Lucey est une commune française située dans le département de la Savoie, en région Auvergne-Rhône-Alpes.

## Géographie
Lucey est une commune de l'Avant-Pays savoyard au nord-ouest de la Savoie qui borde la rive gauche du Rhône, limite avec le département de l'Ain, à 27 km de la préfecture Chambéry.
Son point le plus bas, où se trouvent les berges du Rhône, est à 220 m, le point le plus haut à 660 m dans la forêt « Les Vallières » et le chef-lieu culmine à 231 m. Sa superficie s’étend sur 6,14 km2.
Elle est composée de plusieurs hameaux caractéristiques pour certains par leurs fours et leurs celliers : Cremon, Le Creux, Les Greffiers, Les Meules, Montagnin, Les Puthods (où se trouve l’école qui accueille les enfants de maternelle), Vétrier, Vraisin.

### Voies de communication et transports
Lucey est accessible depuis Chambéry par le tunnel du Chat ou le col du même nom, depuis Lyon par l'autoroute A43.
La route départementale 921, qui relie Ruffieux aux Échelles, traverse la commune.

### Climat
Pour des articles plus généraux, voir Climat d'Auvergne-Rhône-Alpes et Climat de la Savoie.
En 2010, le climat de la commune est de type climat océanique altéré, selon une étude du Centre national de la recherche scientifique s'appuyant sur une série de données couvrant la période 1971-2000. En 2020, Météo-France publie une typologie des climats de la France métropolitaine dans laquelle la commune est exposée à un climat de montagne ou de marges de montagne et est dans la région climatique Alpes du nord, caractérisée par une pluviométrie annuelle de 1 200 à 1 500 mm, irrégulièrement répartie en été.
Pour la période 1971-2000, la température annuelle moyenne est de 11,4 °C, avec une amplitude thermique annuelle de 18,5 °C. Le cumul annuel moyen de précipitations est de 1 255 mm, avec 10,7 jours de précipitations en janvier et 8,1 jours en juillet. Pour la période 1991-2020, la température moyenne annuelle observée sur la station météorologique de Météo-France la plus proche, « Belley Man », sur la commune de Belley à 8 km à vol d'oiseau, est de 12,1 °C et le cumul annuel moyen de précipitations est de 1 099,8 mm,. Pour l'avenir, les paramètres climatiques de la commune estimés pour 2050 selon différents scénarios d'émission de gaz à effet de serre sont consultables sur un site dédié publié par Météo-France en novembre 2022.

## Urbanisme

### Typologie
Au 1er janvier 2024, Lucey est catégorisée commune rurale à habitat dispersé, selon la nouvelle grille communale de densité à sept niveaux définie par l'Insee en 2022.
Elle est située hors unité urbaine. Par ailleurs la commune fait partie de l'aire d'attraction de Chambéry, dont elle est une commune de la couronne,. Cette aire, qui regroupe 115 communes, est catégorisée dans les aires de 200 000 à moins de 700 000 habitants,.

### Occupation des sols
L'occupation des sols de la commune, telle qu'elle ressort de la base de données européenne d’occupation biophysique des sols Corine Land Cover (CLC), est marquée par l'importance des forêts et milieux semi-naturels (60,9 % en 2018), une proportion sensiblement équivalente à celle de 1990 (60,6 %). La répartition détaillée en 2018 est la suivante : 
forêts (60,9 %), zones agricoles hétérogènes (26,1 %), eaux continentales (6,7 %), zones humides intérieures (2,8 %), terres arables (2,6 %), cultures permanentes (0,9 %).
La vigne est présente à Lucey depuis au minimum 500 ans. Le cépage Altesse est implanté au XVIe siècle par la famille de Mareste sur le coteau des « Altesses » à Lucey et de « Marestel » à Jongieux.
L'IGN met par ailleurs à disposition un outil en ligne permettant de comparer l’évolution dans le temps de l’occupation des sols de la commune (ou de territoires à des échelles différentes). Plusieurs époques sont accessibles sous forme de cartes ou photos aériennes : la carte de Cassini (XVIIIe siècle), la carte d'état-major (1820-1866) et la période actuelle (1950 à aujourd'hui).

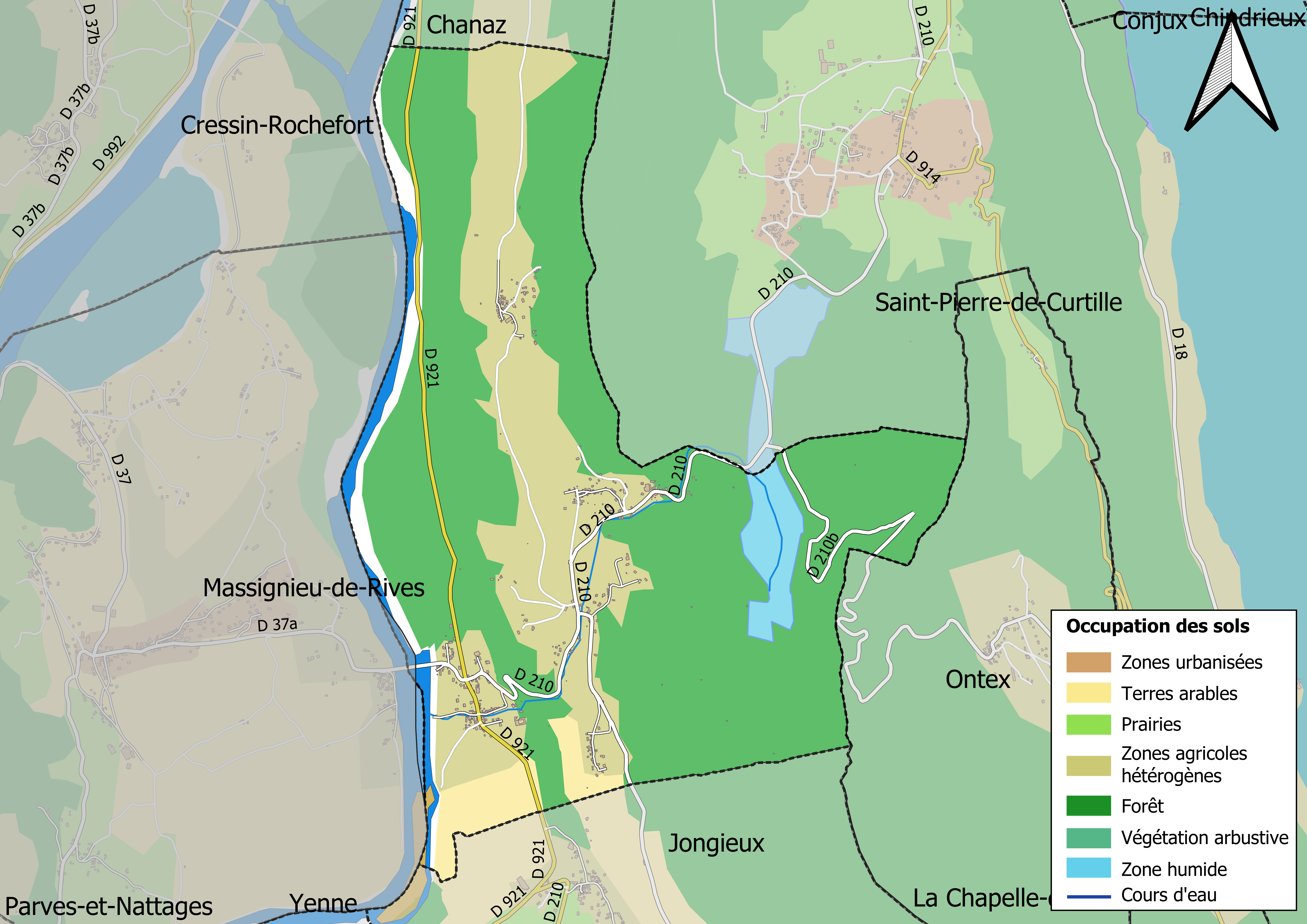
Carte des infrastructures et de l'occupation des sols en 2018 (CLC) de la commune.
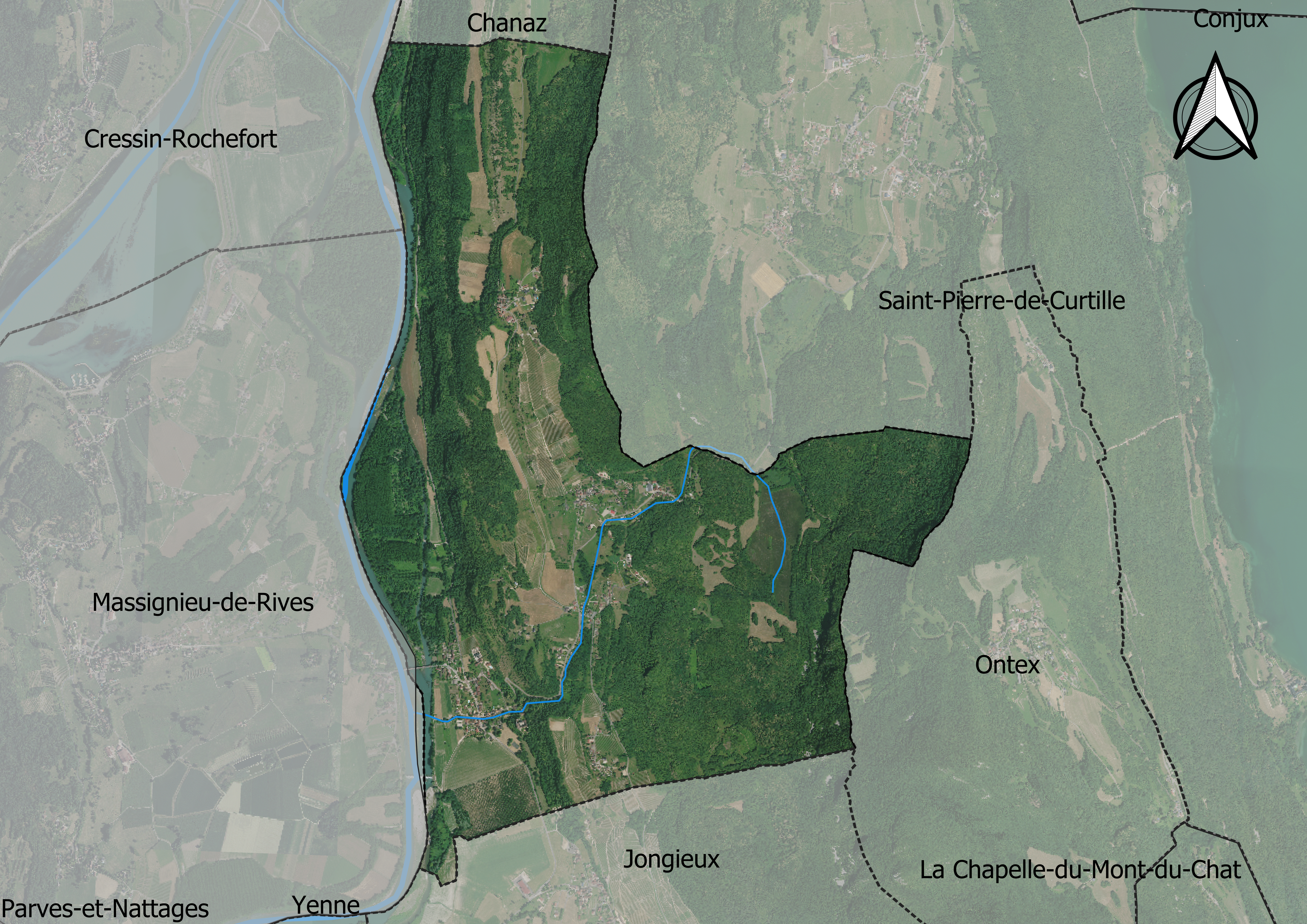
Carte orthophotogrammétrique de la commune.

## Toponymie
Les formes anciennes du nom de la commune sont : Luziaco (1191), Loyssey (1254; 1274), Lucelum (1581), Laicei (1690) ou encore Luciacum (XVIIe siècle),.
Le nom proviendrait de celui d'un domaine gallo-romain du nom de Lucius.
En francoprovençal, le nom de la commune s'écrit Luassa, selon la graphie de Conflans.

## Histoire
Le 11 germinal an II (31 mars 1794), Maxime Sevez (1761-1802), commissaire de la Révolution, est à Lucey où on lui dit que le clocher est démoli, mais que le château de Lucey du ci-devant marquis de Lucey, où il y avait deux tours, ne l'était pas encore ; sur quoi il fit ses réquisitions.

## Politique et administration
| Période                                  | Période   | Identité               | Étiquette | Qualité |
| ---------------------------------------- | --------- | ---------------------- | --------- | ------- |
| Les données manquantes sont à compléter. |           |                        |           |         |
| 1888                                     | 1895      | Ernest de Boigne       |           | Comte   |
| 1971                                     | 1995      | Albert Buschini        | Droite    |         |
| mars 2001                                | mars 2008 | Victor Fournier        |           |         |
| mars 2020                                | En cours  | Marie-Christine Bailet |           |         |

## Démographie
L'évolution du nombre d'habitants est connue à travers les recensements de la population effectués dans la commune depuis 1793. Pour les communes de moins de 10 000 habitants, une enquête de recensement portant sur toute la population est réalisée tous les cinq ans, les populations de référence des années intermédiaires étant quant à elles estimées par interpolation ou extrapolation. Pour la commune, le premier recensement exhaustif entrant dans le cadre du nouveau dispositif a été réalisé en 2005.

En 2022, la commune comptait 290 habitants, en évolution de −8,52 % par rapport à 2016 (Savoie : +3,63 %, France hors Mayotte : +2,11 %).
| 1793 | 1800 | 1806 | 1822 | 1838 | 1848 | 1858 | 1861 | 1866 |
| ---- | ---- | ---- | ---- | ---- | ---- | ---- | ---- | ---- |
| 418  | 275  | 472  | 534  | 518  | 585  | 493  | 461  | 453  |

| 1872 | 1876 | 1881 | 1886 | 1891 | 1896 | 1901 | 1906 | 1911 |
| ---- | ---- | ---- | ---- | ---- | ---- | ---- | ---- | ---- |
| 422  | 418  | 467  | 429  | 419  | 409  | 359  | 319  | 309  |

| 1921 | 1926 | 1931 | 1936 | 1946 | 1954 | 1962 | 1968 | 1975 |
| ---- | ---- | ---- | ---- | ---- | ---- | ---- | ---- | ---- |
| 257  | 250  | 243  | 252  | 188  | 191  | 167  | 156  | 169  |

| 1982 | 1990 | 1999 | 2005 | 2006 | 2010 | 2015 | 2020 | 2022 |
| ---- | ---- | ---- | ---- | ---- | ---- | ---- | ---- | ---- |
| 197  | 225  | 238  | 283  | 285  | 280  | 317  | 298  | 290  |

## Culture locale et patrimoine

### Lieux et monuments
- Le château de Lucey, anciennement Loyssey, ou château de Boigne est une ancienne maison forte, du XIIIe siècle, remaniée au XIXe siècle, qui se dresse sur une hauteur dominant la plaine ou s'écoule le Rhône, au-dessus du bourg, face à l'église. Le château fut au Moyen Âge le siège de la seigneurie de Lucey puis de la baronnie (1563) et enfin du marquisat (1654) de Lucey.

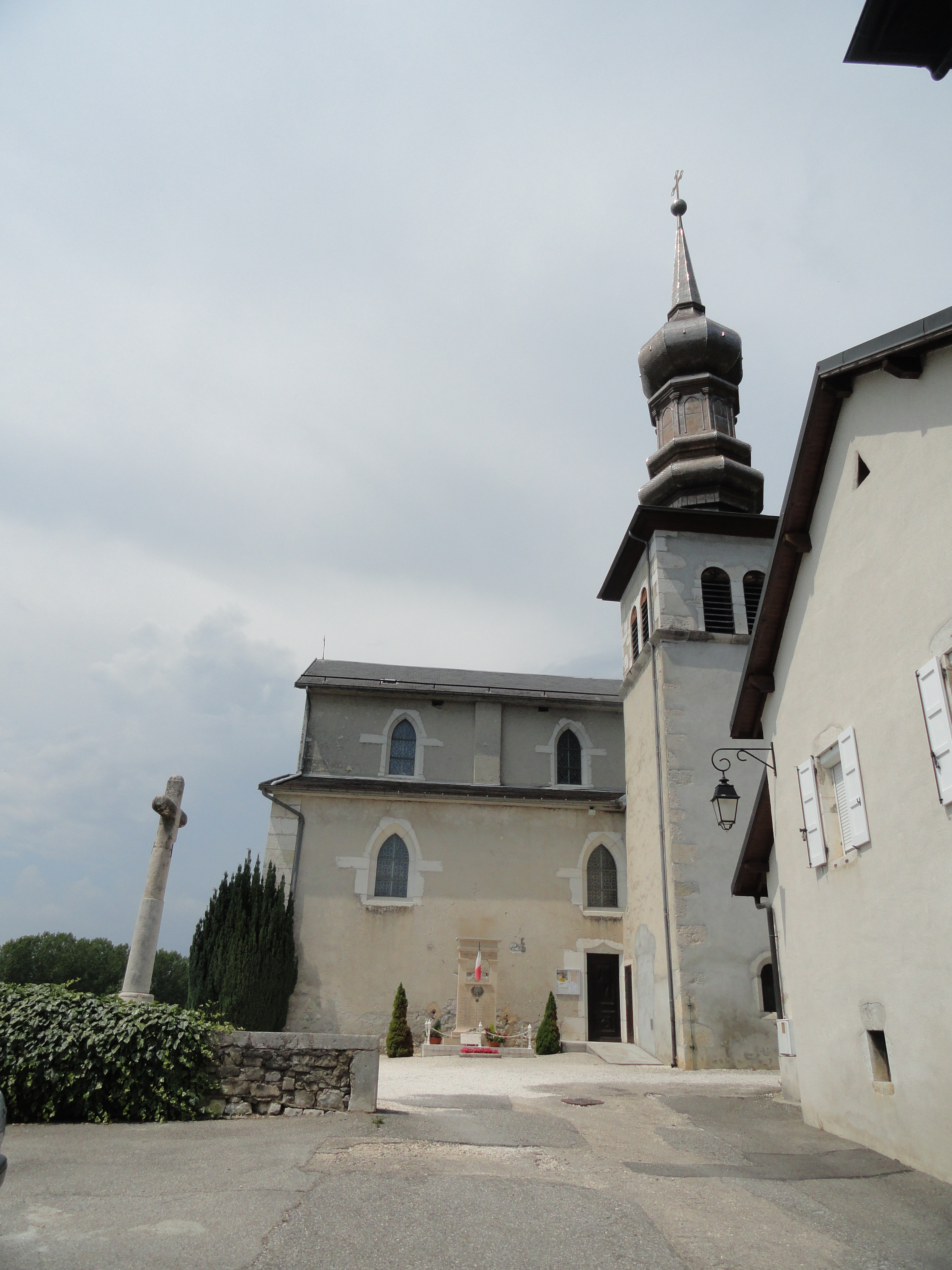

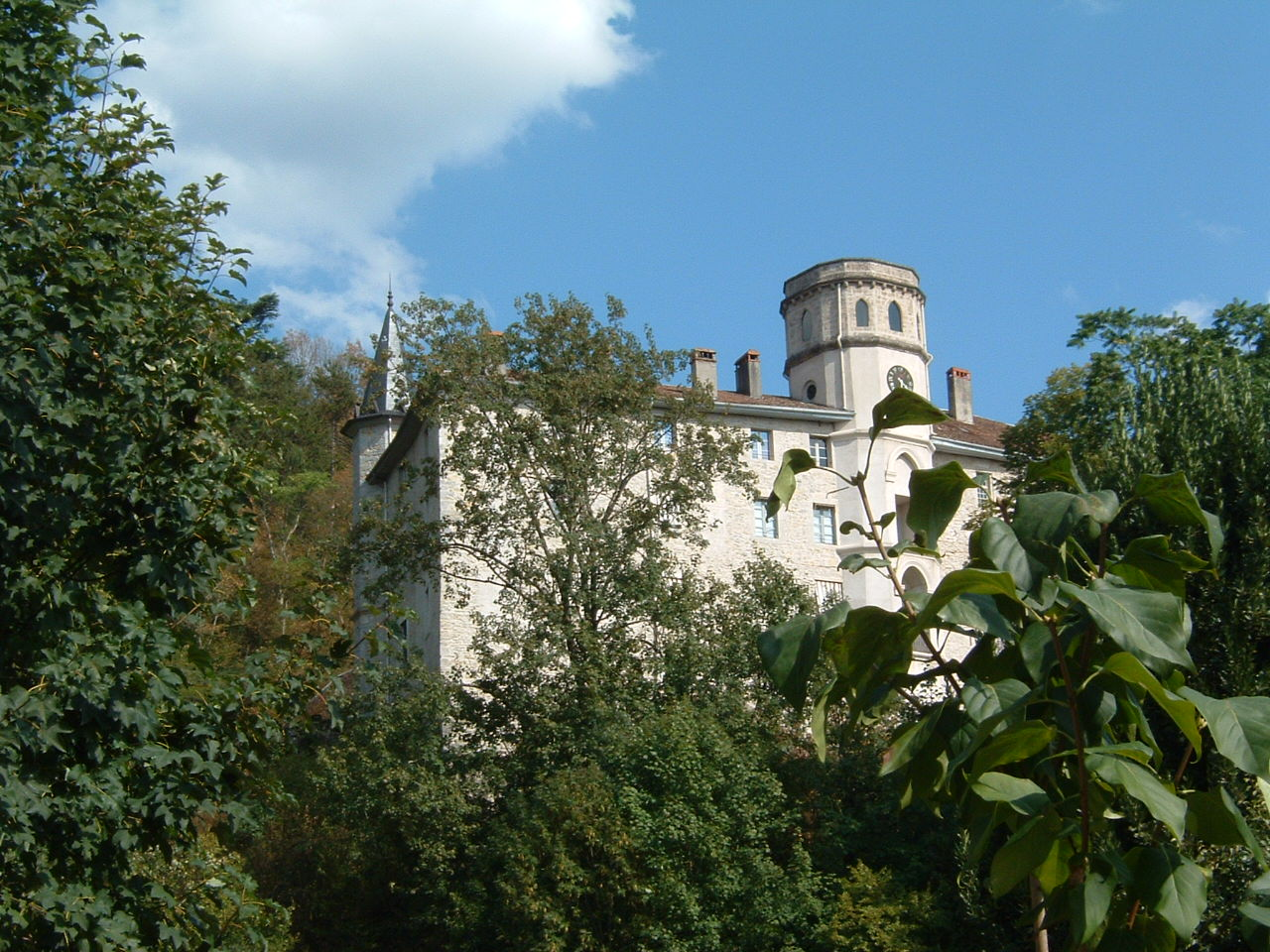
Le château de Lucey.
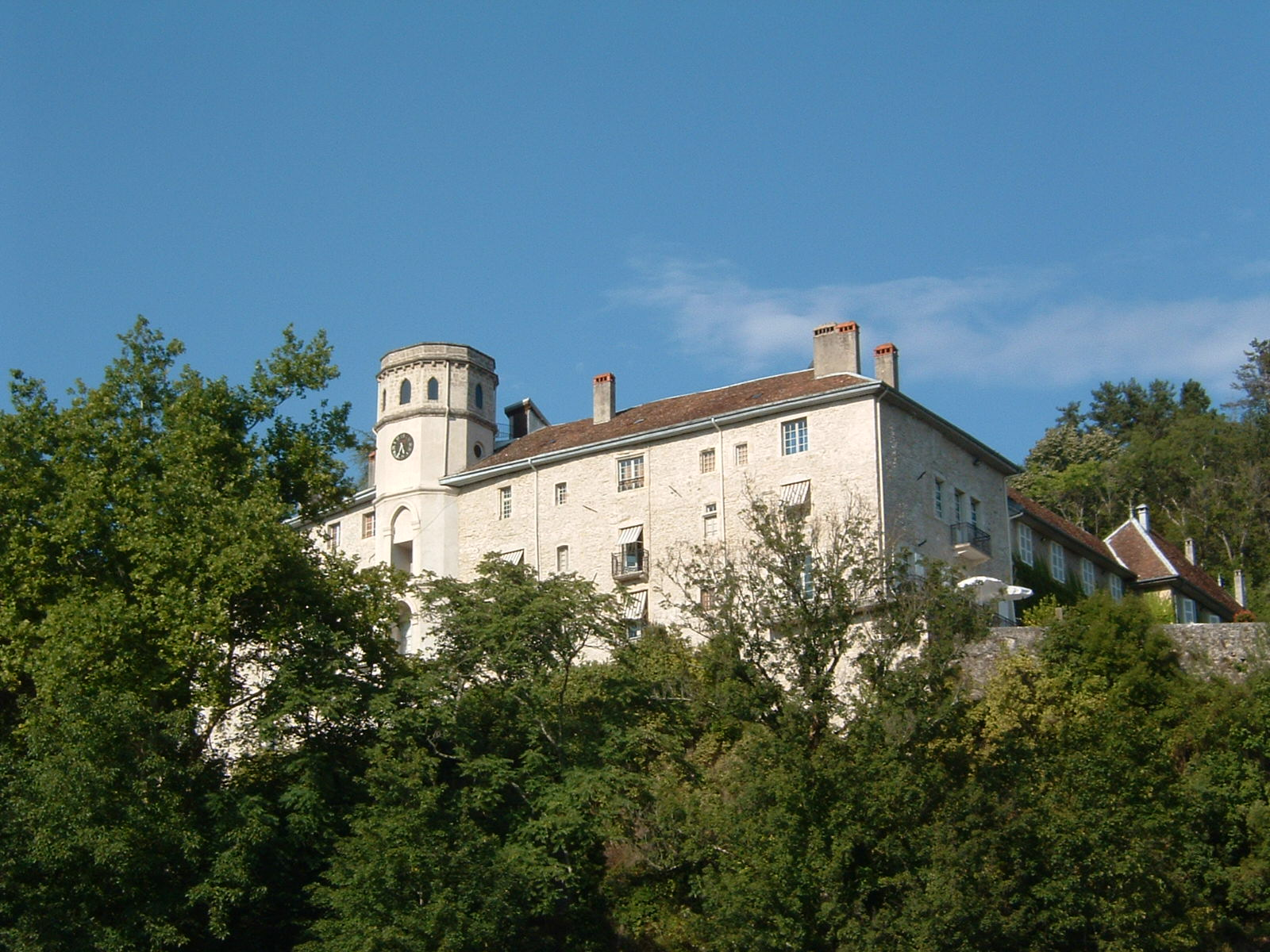
Le château de Lucey.

- Pont de Lucey.
- Église de Lucey.

### Culture et manifestations
En novembre 2019 était organisé pour la 1ère fois dans l'Avant-Pays de Savoie le Salon des Vins et Délices GREEN, manifestation unique sur la région mêlant viticulteurs bio, producteurs locaux, rencontres-conférences et ateliers sur l'agriculture durable et week-end œnologique avec randonnée dans les vignes et visite de la cave du Château de Lucey. L'événement n'est pas reconduit. En 2021, une association locale lance le salon terre fermes, marché de producteurs bio proposant également des randonnées dans les vignes, mais aussi des promenades au jardin en compagnie d'un maraîcher bio.

### Lucey dans les arts
- La commune de Lucey fait son apparition dans l'ouvrage fantastique de Maurice Renard, « Le Péril bleu », dont l'action se déroule, entre autres, dans la région du Bugey, au Grand Colombier, à Belley et se termine à l'auberge de Lucey
- Le réalisateur indépendant Richard Delay a tourné à Lucey plusieurs scènes de sa mini-série Sortie de secours, tournée en 2020 et récompensée par un prix du festival du court métrage de Ceyzérieu en 2023 ; ainsi qu'une scène de son film policier Pas de parole pas de pitié[22]
- Les artistes peintres Antoine Baud, Paul Néri et Eve Hernandez ont immortalisé des paysages et monuments de la commune sur une de leurs toiles.